# Verlag Wissenschaft & Praxis
Der Verlag Wissenschaft & Praxis Dr. Brauner GmbH ist ein deutscher Wissenschaftsverlag in Sternenfels, der Lehrbücher, Monografien und Tagungsbände aus Wirtschaftswissenschaften und Psychiatrie anbietet. Zu den etwa 500 verlegten Titeln gehören auch Werke zu Berufseinstieg, Existenzgründung und Karriereplanung, zu wissenschaftlichem Arbeiten und zu Psychologie und Psychotherapie. Seit 2007 erscheinen hier auch Bücher einer RKW-Edition. Der Verlag wurde 1990 gegründet und ist nach eigenen Angaben unabhängig. Er war oder ist auch als Dienstleister für die Veröffentlichung von Dissertationen tätig. Am 1. Januar 2020 erfolgte die Übernahme des Unternehmens durch Duncker & Humblot.
Der Verlag ist Mitglied im Börsenverein des Deutschen Buchhandels.

## Weblink
- http://www.verlagwp.de